# A magyar labdarúgó-válogatott mérkőzései 2005-ben
A magyar labdarúgó-válogatott 2005-ben 13 mérkőzést játszott. Az esztendőt két barátságos találkozóval kezdte, Szaúd-Arábia ellen 0–0-t ért el, míg Walestől 2–0 arányú vereséget szenvedett. A 2006-os labdarúgó-világbajnokság selejtezői alatt beiktattak két felkészülési találkozót is, május 31-én Franciaországtól, augusztus 17-én pedig Argentínától kapott ki 2–1-re a nemzeti csapat. A vb-selejtezőkön jónak mondható mérleggel rendelkeztek, Bulgária ellen 1–1 itthon, Izlandot 3–2-re győzték le Reykjavíkban, Málta felett 4–0-s siker, a svédektől egy 1–0-s, majd Bulgária ellen 2–0-s vereség, végül Horvátországgal egy 0–0-s döntetlen. Az évet három barátságos találkozóval zárta a magyar együttes, Görögországtól 2–1-re kaptak ki, amit a decemberi amerikai túra követett, előbb a tartalékos Mexikótól kikaptak 2–0-ra, ezt az Antigua és Barbuda-i válogatott ellen 3–0-ra megnyert összecsapás követte, ami egyben a naptári év utolsó mérkőzése volt.

## Eredmények
Barátságos mérkőzés
| 794. mérkőzés 2005. február 2. | Magyarország                        | 0 – 0                   | Szaúd-Arábia             | Isztambul, Törökország Nézőszám: 100 Játékvezető: Derlei (török) |
| 794. mérkőzés 2005. február 2. | Tóth B. 17' Leandro 41' Lipcsei 46' | (Jegyzőkönyv) Részletek | Mansour 67' Fallatah 68' | Isztambul, Törökország Nézőszám: 100 Játékvezető: Derlei (török) |

Barátságos mérkőzés
| 795. mérkőzés 2005. február 9. | Wales           | 2 – 0                           | Magyarország | Millennium-stadion, Cardiff Nézőszám: 16 672 Játékvezető: Richmond (skót) |
| 795. mérkőzés 2005. február 9. | Bellamy 64' 80' | (0 – 0) (Jegyzőkönyv) Részletek | Dragóner 56' | Millennium-stadion, Cardiff Nézőszám: 16 672 Játékvezető: Richmond (skót) |

2006-os labdarúgó-világbajnokság-selejtező
| 796. mérkőzés 2005. március 30. | Magyarország                                              | 1 – 1                           | Bulgária                                              | Szusza Ferenc Stadion, Budapest Nézőszám: 12 500 Játékvezető: Wegereef (holland) |
| 796. mérkőzés 2005. március 30. | Rajczi 90' Vincze O. 30' Böőr 51' Stark 78' Torghelle 86' | (0 – 0) (Jegyzőkönyv) Részletek | Sz. Petrov 52' Sz. Petrov 36' Berbatov 40' Jankov 56' | Szusza Ferenc Stadion, Budapest Nézőszám: 12 500 Játékvezető: Wegereef (holland) |

Barátságos mérkőzés
| 797. mérkőzés 2005. május 31. | Franciaország         | 2 – 1                           | Magyarország                      | Metz Nézőszám: 28 000 Játékvezető: Allaerts (belga) |
| 797. mérkőzés 2005. május 31. | Cissé 10' Malouda 35' | (2 – 0) (Jegyzőkönyv) Részletek | Kerekes 78' Stark 19' Vanczák 34' | Metz Nézőszám: 28 000 Játékvezető: Allaerts (belga) |

2006-os labdarúgó-világbajnokság-selejtező
| 798. mérkőzés 2005. június 4. | Izland                                                                          | 2 – 3                           | Magyarország                                                                   | Reykjavík Nézőszám: 8 000 Játékvezető: Batista (portugál) |
| 798. mérkőzés 2005. június 4. | Guðjohnsen 18' K. Sigurðsson 68' I. Sigurðsson 45' Guðjohnsen 58' Bjarnason 57′ | (1 – 1) (Jegyzőkönyv) Részletek | Gera 45' (11-esből) 57' (11-esből) Huszti 73' Bárányos 33' Gera 60' Király 90' | Reykjavík Nézőszám: 8 000 Játékvezető: Batista (portugál) |

Barátságos mérkőzés
| 799. mérkőzés 2005. augusztus 17. | Magyarország                         | 1 – 2                           | Argentína                                                          | Puskás Ferenc Stadion, Budapest Nézőszám: 20 000 Játékvezető: Merk (német) |
| 799. mérkőzés 2005. augusztus 17. | Torghelle 29' Bodnár 16' Vanczák 65' | (1 – 1) (Jegyzőkönyv) Részletek | M. Rodríguez 18' Heinze 63' Scaloni 36' M. Rodríguez 53' Messi 65′ | Puskás Ferenc Stadion, Budapest Nézőszám: 20 000 Játékvezető: Merk (német) |

2006-os labdarúgó-világbajnokság-selejtező
| 800. mérkőzés 2005. szeptember 3. | Magyarország                                                    | 4 – 0                           | Málta                   | Szusza Ferenc Stadion, Budapest Játékvezető: Vitalij Ivanovics Hoduljan (ukrán) |
| 800. mérkőzés 2005. szeptember 3. | Torghelle 35' Said 55' (öngól) Takács 64' Rajczi 85' Takács 43' | (1 – 0) (Jegyzőkönyv) Részletek | Haber 36' Pullicino 42' | Szusza Ferenc Stadion, Budapest Játékvezető: Vitalij Ivanovics Hoduljan (ukrán) |

2006-os labdarúgó-világbajnokság-selejtező
| 801. mérkőzés 2005. szeptember 7. | Magyarország                               | 0 – 1                           | Svédország                                     | Puskás Ferenc Stadion, Budapest Nézőszám: 25 000 Játékvezető: Farina (olasz) |
| 801. mérkőzés 2005. szeptember 7. | Takács 8' Böőr 9' Hajnal 18' Torghelle 80' | (0 – 0) (Jegyzőkönyv) Részletek | Ibrahimović 90+1' Östlund 33' C. Andersson 35' | Puskás Ferenc Stadion, Budapest Nézőszám: 25 000 Játékvezető: Farina (olasz) |

2006-os labdarúgó-világbajnokság-selejtező
| 802. mérkőzés 2005. október 8. | Bulgária                                | 2 – 0                           | Magyarország         | Vaszil Levszki Stadion, Szófia Nézőszám: 2 000 Játékvezető: Dejan Delević (Szerbia és Montenegró) |
| 802. mérkőzés 2005. október 8. | Berbatov 30' Lazarov 55' Sz. Petrov 66' | (1 – 0) (Jegyzőkönyv) Részletek | Torghelle 33′, 90+2′ | Vaszil Levszki Stadion, Szófia Nézőszám: 2 000 Játékvezető: Dejan Delević (Szerbia és Montenegró) |

2006-os labdarúgó-világbajnokság-selejtező
| 803. mérkőzés 2005. október 12. | Magyarország | 0 – 0                   | Horvátország | Szusza Ferenc Stadion, Budapest Nézőszám: 7 000 Játékvezető: Bo Larsen (dán) |
| 803. mérkőzés 2005. október 12. | Stark 4'     | (Jegyzőkönyv) Részletek | Tomas 59'    | Szusza Ferenc Stadion, Budapest Nézőszám: 7 000 Játékvezető: Bo Larsen (dán) |

Barátságos mérkőzés
| 804. mérkőzés 2005. november 16. | Görögország                                                | 2 – 1                           | Magyarország                              | Karaiszkákisz-stadion, Athén Nézőszám: 15 000 Játékvezető: Vink (holland) |
| 804. mérkőzés 2005. november 16. | Janakópulosz 31' Kafész 90+1' Zagorakisz 32' Baszinász 84' | (1 – 0) (Jegyzőkönyv) Részletek | Kenesei 77' (11-esből) Torghelle 40′, 82′ | Karaiszkákisz-stadion, Athén Nézőszám: 15 000 Játékvezető: Vink (holland) |

Barátságos mérkőzés
| 805. mérkőzés 2005. december 15. | Magyarország            | 0 – 2                           | Mexikó                            | Chase Field Stadium, Phoenix, USA Nézőszám: 40 000 Játékvezető: Valenzuela (USA) |
| 805. mérkőzés 2005. december 15. | Rósa D. 10′ Priskin 71' | (0 – 1) (Jegyzőkönyv) Részletek | Fonseca 33' Huiqui 52' Huiqui 23' | Chase Field Stadium, Phoenix, USA Nézőszám: 40 000 Játékvezető: Valenzuela (USA) |

Barátságos mérkőzés
| 806. mérkőzés 2005. december 18. | Magyarország                         | 3 – 0                           | Antigua és Barbuda | Miami, USA Nézőszám: 200 Játékvezető: Reginald Rutty |
| 806. mérkőzés 2005. december 18. | Vadócz 10' Feczesin 32' Ferenczi 80' | (2 – 0) (Jegyzőkönyv) Részletek |                    | Miami, USA Nézőszám: 200 Játékvezető: Reginald Rutty |